# Pokémon Platinum
Pokémon Platinum (ポケットモンスタープラチナ Poketto Monsutā Purachina) là phiên bản thứ 3 video game được phát triển bởi Game Freak và phát hành bởi Nintendo dành riêng cho Nintendo DS. Hai trò chơi sẽ được phát hành trên toàn thế giới vào ngày 13 tháng 9 năm 2008.

## Tổng quan
Pokémon Platinum (ポケットモンスタープラチナ Poketto Monsutā Purachina) là phiên bản thứ 3 video game được phát triển bởi Game Freak và phát hành bởi Nintendo dành riêng cho Nintendo DS. Hai trò chơi sẽ được phát hành trên toàn thế giới vào ngày 13 tháng 9 năm 2008. Trò chơi được chơi trên hệ máy Nintendo DS cùng với một nền đồ họa hoàn toàn khác biệt so với các thế hệ trước đó. Trò chơi đặt bối cảnh vào vùng đất Sinnoh-một vùng đất huyền bí và có thể coi là cội nguồn của thế giới Pokemon. Đến giai đoạn gần cuối của trò chơi, người chơi sẽ được diện kiến bộ ba Pokemon sáng tạo bao gồm Dialga, Palkia và Giratina. Thế lực đối địch chính là Team Galactic-với ông trùm Cyrus cùng tham vọng kiến thiết một thế giới mới của riêng hắn.

Koki va Hikari